# Pallavicinia levieri
Pallavicinia levieri là một loài rêu trong họ Pallaviciniaceae. Loài này được Schiffner mô tả khoa học đầu tiên.